# Steliana Grama
Steliana Grama, (n. 4 iunie 1974, Chișinău, RSS Moldovenească, URSS – d. 11 octombrie 2006, Chișinău, Republica Moldova), numele de familie Slutu-Grama, a fost o poetă, autoare de piese, publicistă din Republica Moldova. În 2 februarie 1999 a fost primită unanim ca membră a Uniunii Scriitorilor din Moldova, a Uniunii Jurnaliștilor din Moldova, a Uniunii Scriitorilor din România.

## Studii
În perioada 1981-1991 urmează studiile la  școala medie nr.23 (actualmente liceul teoretic „Mihai Viteazul”) din Chișinău; după care, între 1991-1996, studiază la Facultatea de Jurnalism și Științe ale Comunicării, specialitatea Jurnalistică a Universității de Stat din Moldova.
În anii 1994 - 1999 urmează studiile la Facultatea Arte Dramatice, specialitatea Teatrologie a Universității de Stat a Artelor din Moldova.
Între 1996 - 2000, își face studiile la de Facultatea Istorie a Universității de Stat din Moldova.
După studiile de licență urmează doctorantura la Institutul Studiul Artelor al Academiei de Științe a Moldovei, specialitatea teatrologie(1996 - 2000).

## Opera literară
A debutat la 13 ani în „Tânărul leninist” (astăzi „Florile dalbe”) cu versurile Plai octombrin, titlu oferit de către redacție, cel al poetei era „Țara mea” și a tipărit primul volum în 1996, la București (Tratat de tanatofobie).

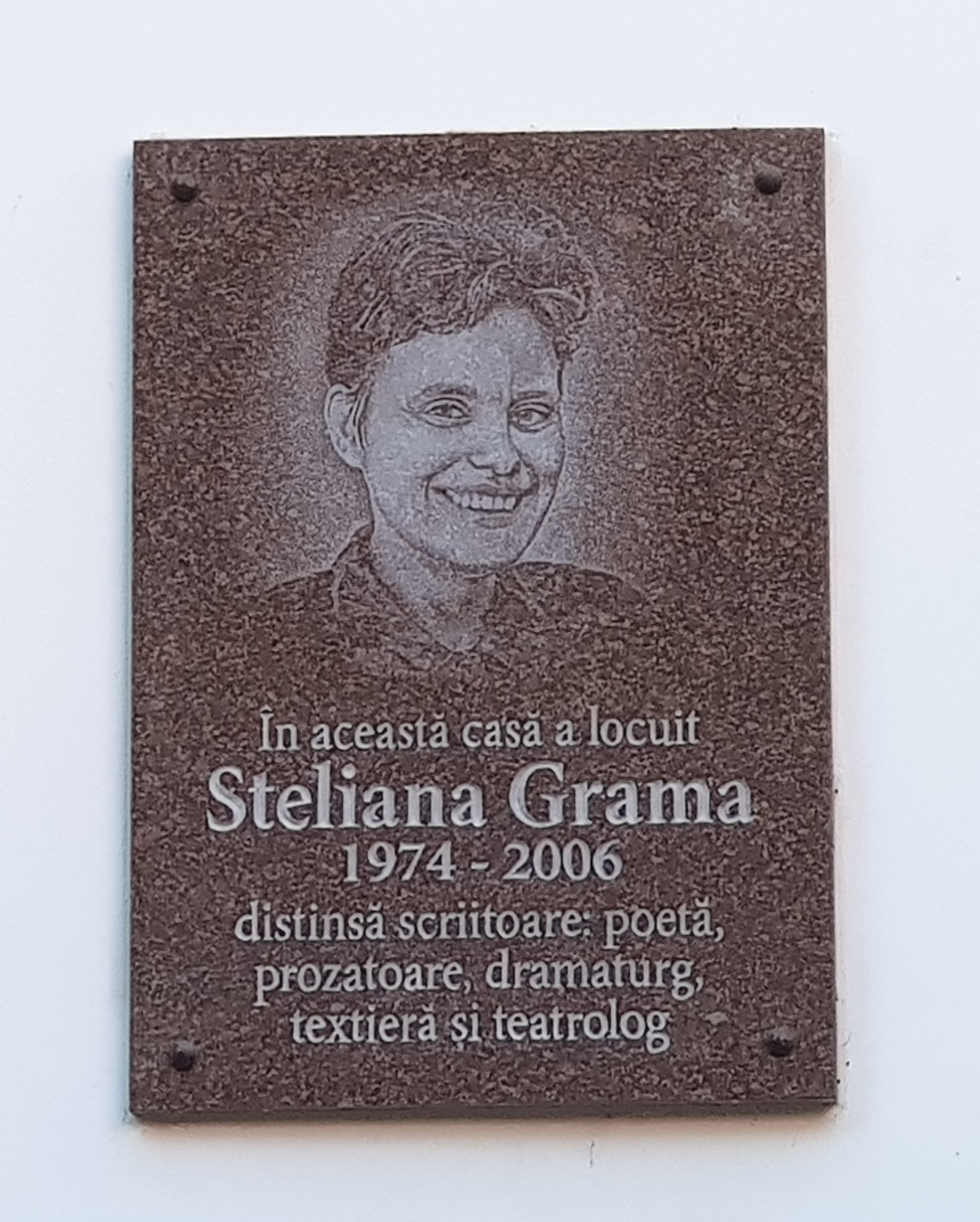
Placă comemorativă dedicată poetei, plasată pe fațada casei în care a locuit.

#### Cărți de poezie
- Tratat de tanatofobie, 1996
- Rezervația de meteoriți, 1998
- Pubela din Calea Lactee: rondeluri, 2001
- Surogat de iluzii: rondeluri de dragoste, 2003
- Perfuzie de vise : rondeluri de dragoste, 2006
- Cetatea de scaun a Dragostei: rondeluri, 2006
- Speranța moarte ultima: povești adevărate de dragoste, 2007
- Curcubeul viselor: versuri pentru copii, 2008
- Rană de stea : texte pentru cântece, 2009
- Telerană (postum, 2011) [5]
- La Țepilova Sorocii, la bunici, 2012
- La ambasada Dragostei, 2012
- Să ne păstrăm coloana vertebrală: versuri de patrie, 2012
- Oază de sinceritate : versuri inedite 1987 - 1997, 2012
- Svet lûbvi : Stihi i pesni, 2014
- Faetonul cu autografe : Parodii și versuri satirice, mai putin umoristice, 2017

#### Cărți de proză și critică
- Speranța moare ultima, 2007
- Dramaturgia autohtonă din anii 1960-1970 pe scena teatrelor din Moldova : studiu monografic, 2010
- Memoria sugativei: despre literatura si arta, Ed. „Lumina”, 2012
- Deficit de iluzii: (piese de teatru)
- La Râșcova Criulenilor, la bunica : Versuri. Proză. Teatru, 2014
- Pandantivul sentimentelor : Proză, 2017

#### Antologii de versuri
- Suntem o limbă
- În Moldova noastră dragă, 1991
- Ion și Doina, Doina și Ion, 1993
- La steaua
- Eterna Dragoste
- Iubire de metaforă
- 101 poeme, 2011
- Opere. Rondeluri de dragoste* , antologie apărută la Iași, la Editura „TipoMoldova”, 2013.

#### In memoriam
- O familie de intelectuali basarabeni : Claudia Slutu-Grama, Dumitru C. Grama, Steliana Grama : triptic biobibliografic, 2008
- Crezul Stelianei Grama: „Să ne păstrăm coloana vertebrală, ed. Pontos, Chișinău 2016